# Hòa Bìnhcultuur
De Hòa Bìnhcultuur (Vietnamees: Văn hóa Hòa Bình ; Frans: hoabinhien ; Engels: Hoabinhian) is de naam van een epipaleolithische tot subneolithische jager-verzamelaarssamenleving welke bestond van ongeveer 12.000 tot 2.000 v.Chr. in Vietnam. Sporen van deze cultuur zijn ook gevonden in andere landen in Zuidoost-Azië. De Hoabinhian-mensen leefden voornamelijk in grotten en onder abri's. De stenen werktuigen die aan deze jagers en verzamelaars kunnen worden toegeschreven zijn eenzijdige rolsteenwerktuigen, vaak Sumatralieten genoemd.

## Ontwikkeling van de terminologie
De naam Hoabinhien werd in 1927 bedacht door de Franse archeoloog Madeleine Colani voor een cultuur die stenen werktuigen achterliet in grotten en rotspartijen van het kalksteenlandschap in de Noord-Vietnamese provincie Hòa Bình. Colani groef 54 locaties met vergelijkbare overblijfselen op in de provincies Thanh Hoa, Quang Binh en vooral Hòa Bình in het noorden van Vietnam. Op het eerste congres van prehistorici van het Verre Oosten werd overeenstemming bereikt over een definitie:
(het betreft) een cultuur met werktuigen die over het algemeen volgens verschillende primitieve methoden werden geproduceerd. Ze kenmerkt zich door gereedschappen die vaak maar aan één kant werden bewerkt: stenen hamers, ruwweg driehoekige gereedschappen, schijven, korte bijlen en amandelvormige artefacten, evenals een aanzienlijk aantal werktuigen uit been.—  Matthews
Op het congres werd ook overeengekomen om het Hoabinhian in drie delen te verdelen:

- Hoabinhian I: -alleen afslagwerktuigen, tamelijk groot en grof
- Hoabinhian II: -Iets kleinere en fijner vervaardigde werktuigen, geassocieerd met protoneolithische gereedschappen
- Hoabinhian III: -nog kleinere werktuigen, meestal secundaire bewerking, geen protoneolithische gereedschappen

—  Matthews
De oorspronkelijk door Colani voorgestelde typologie was zo gecompliceerd dat bijvoorbeeld de 82 artefacten uit Sao Dong konden worden onderscheiden in 28 verschillende typen. In 1964, nadat Matthews de Hoabinhian-abri in Sai Yok in de Thaise provincie Kanchanaburi had onderzocht, ontdekte hij dat de artefacten qua grootte en vorm in elkaar overgingen en dus geen echte typen vertegenwoordigden. Nadat Chester Gorman in 1970 de vondsten uit de Phimaen-grot had geëvalueerd, presenteerde hij een meer gedetailleerde definitie van het Hoabinhian, welke bijvoorbeeld de aanwezigheid van eenzijdig bewerkte rolsteenwerktuigen en een karakteristieke samenstelling van voedselresten (schaaldieren, vissen en kleine tot middelgrote zoogdieren) omvatte.
Op een congres in Hanoi in 1994 was de gangbare opvatting dat het Hoabinhian meer een industrie was dan een cultuur of een technocomplex, en gebaseerd lijkt te zijn op chopping tools en niet op rolsteenwerktuigen.

## Verspreiding

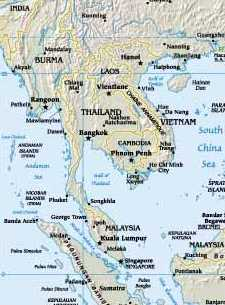
verspreidingsgebied van het Hoabinhian

Het Hoabinhian werd aanvankelijk bestudeerd in Vietnam, waar de meeste locaties gevonden zijn, meer dan 120. Dit weerspiegelt hoogstwaarschijnlijk slechts de intensievere verkenning van Vietnam in vergelijking met de andere gebieden van Zuidoost-Azië. Er zijn Hoabinhian-sites gevonden in Thailand, Laos, Cambodja, Myanmar en op Sumatra.
Belangrijke vindplaatsen zijn de volgende grotten en abri's:
- Xom Trai, Lang Vanh en Hang Muoi, allemaal in Hoa Binh in het noorden van Vietnam
- Gua Cha in Kelantan, Maleisië
- de Phimaen-grot in Mae Hong Son, Thailand
- de Lang Kamnan-grot in Kanchanaburi, Thailand
- de Lang Rongrien-grot in Krabi, Thailand

Naast dit kerngebied identificeerden archeologen zoals Johannes Moser ook geïsoleerde sites in Nepal, Zuid-China, Taiwan en Australië. 

## De kwestie van de oorsprong van de landbouw in Zuidoost-Azië
Nadat hij de aarde fijn had gezeefd vond Gorman in de Phimaen-grot de overblijfselen van talloze planten, zoals o.a. Amandelen, betelnoten, tuinbonen, erwten, fleskalebassen, waterkastanjes en vruchten van de kemirinoot. Dit gaf aanleiding tot de hypothese dat het Hoabinhian samenviel met het begin van de landbouw in Zuidoost-Azië. Er werd echter aangetoond dat de variëteiten van al deze planten niet verschilden van die in de natuur, dus er vond geen cultivering plaats.
De vondsten in de Phimaen-grot bewezen niettemin dat de Hoabinhian-mensen een complexe kennis van de plantenwereld hadden.

## Genetica
In 2022 waren er slechts twee oude DNA-monsters geëxtraheerd van individuen die in Hoabinhiaanse contexten waren opgegraven: één exemplaar uit Pha Faen in de provincie Bolikhamsai, Laos (7888 ± 40 BP) en één uit Gua Cha in Ulu Kelantan, Maleisië (4319 ± 64 BP). Hoewel de laatpaleolithische voorouder van deze Hoabinhiaanse genetische afkomst onbekend is, is vastgesteld dat deze verwant was aan de belangrijkste Oost-Aziatische vooroudercomponent die bij de meeste moderne Oost- en Zuidoost-Aziaten wordt aangetroffen, hoewel sterk daarvan afwijkend.
De Hoabinhian-afkomst werd beschreven als een "diep vertakte Oost-Aziatische afkomst", en wordt gedacht de inheemse pre-neolithische jager-verzamelaarsgroepen van grote delen van Zuidoost-Azië te vertegenwoordigen. Ze vertonen de hoogste genetische verwantschap met de Tianyuanmens uit het Noord-Chinese laatpaleolithicum, de Jōmon-volkeren uit Japan, de Andamanese Onge en Jarawa, en de Semang en Maniq in het binnenland van het Maleisisch schiereiland. 
De opkomst van de neolithische beschavingen in Zuidoost-Azië viel samen met massamigraties vanuit Zuid-China. Neolithische monsters uit het vasteland van Zuidoost-Azië hebben overwegend oude zuidelijke Oost-Aziatische voorouders verwant aan oude populaties uit Zuid-China, maar veel van deze monsters vertonen ook een kleinere mate van vermenging met Hoabinhian-gerelateerde voorouders. In moderne populaties wordt deze vermenging van Oost-Aziatische en Hoabinhian-gerelateerde voorouders het sterkst geassocieerd met Austroaziatisch sprekende groepen en kan ook worden gereproduceerd in modellen waarin Onge-monsters worden genomen als proxy's voor Hoabinhian-voorouders. Van de moderne populaties hebben de Maniq een van de hoogste Hoabinhian-gerelateerde afkomst, hoewel ze ook ongeveer 35% Oost-Aziatische afkomst hebben.